# Życie Jarocina
Życie Jarocina, lokalny dwutygodnik społeczno-polityczny wydawany w Jarocinie od 2005.
„Życie Jarocina” swoim zasięgiem obejmowało powiat jarociński. Termin ukazywania się tytułu – poniedziałek. Pismo wychodziło od 2005 roku do co najmniej 2014 roku.

## Redaktorzy naczelni
- Karol Banaszak[2]
- Sabina Doga
- Karolina Maćkowiak